# River Bottom (Oklahoma)
River Bottom est une census-designated place du comté de Muskogee, dans l'État d'Oklahoma, aux États-Unis,. En 2020, elle compte une population de 248 habitants.